# Zeilbach (Ach)
Der Zeilbach ist ein nicht ganz 7 km langer rechter Zubringer des Ammer-Zuflusses Ach im oberbayerischen Landkreis Weilheim-Schongau.
Der Zeilbach entsteht im Hügelland nördlich von Uffing am Staffelsee in mehreren Ästen und fließt weitgehend nordwestwärts. Der östliche Hauptast durchfließt mehrere namenlose Weiher. Wenig oberhalb der Mündung des Tiefenbachs von der anderen Seite in die Ach mündet der Zeilbach von rechts in sie.